# Крівошапкін Гліб Євгенович
Гліб Євге́нович Крівоша́пкін (10 травня 2000) — український хокеїст, нападник хокейного клубу «Кременчук», кандидат у майстри спорту.

## Життєпис
Вихованець харківського хокею. На юнацькому рівні виступав у складі київського «Беркута».
В національній першості з хокею із шайбою дебютував у сезоні 2017/2018 року за «Кременчук». У 2019—2021 роках грав у Федеральній хокейній лізі США, де виступав за команди «Кароліна Тандербердс» (Вінстон-Сейлем) і «Ментор Айс Брейкерс» (Ментор). У 2021 році повернувся в Україну, грав у хокейних клубах «Краматорськ» і «Донбас» (Донецьк). З 2022 року виступає за ХК «Кременчук».
Студент Національного університету фізичного виховання і спорту України.
У 2024 році в складі національної команди України став переможцем чемпіонату світу з хокею із шайбою у дивізіоні 1В.
У 2025 році на зимовій Універсіаді в Турині (Італія) був прапороносцем української делегації і капітаном студентської збірної України з хокею із шайбою, у складі якої здобув бронзову медаль.